# Атанас Попадиин
Атанас Стоянов Попадиин е български революционер, член на Вътрешната македонска революционна организация (обединена).

## Биография
Атанас Попадиин е роден през март 1894 година в Добринища, тогава в Османската империя. Заминава на гурбет на Света гора, където работи в манастира „Свети Пантелеймон“. След две години постъпва на френския кораб „Лармит“, на който остава пет години. В 1918 година от Солун заминава за Одеса с руския кораб „Чичагов“. Постъпва като войник в Трети стрелкови интернационален полк на Червената армия, с който воюва в Гражданската война в Украйна и Бесарабия. При Тернопол е тежко ранен, пленен и затворен в Лвов. Успява да избяга и живее в Прага, а после във Виена. В 1924 година френският консул му помага от Виена да се завърне в България. Работи в мина „Перник“, а по-късно в Кюстендил, Самоков, Кочериново и Горна Джумая, където става дърводелец.
Заради левите си убеждение е преследван от ВМРО и е принуден да сменя местожителството си. Установява се във Враня. През есента на 1931 г. е в София, където се среща със Симеон Кавракиров и получава от него указания за създаване на околийски разложки комитет на ВМРО (обединена). В изградения комитет влизат Попадиин, Атанас Тумбев Пражаров и Прифан Тумбев. В 1944 година успява да освободи вагон със съветски военнопленници от влак, спрял на Кулата.
В 1967 година правителството на СССР му дава орден и пенсия.